# Bộ gõ tiếng Việt

Bộ gõ tiếng Việt là một loại phần mềm hỗ trợ soạn thảo văn bản bằng tiếng Việt trên máy tính, thường cần phải có phông ký tự chữ Quốc ngữ đã được cài đặt trong máy tính. Các bộ gõ tiếng Việt khác nhau sẽ hỗ trợ một hay nhiều bảng mã và kiểu gõ. Mỗi bảng mã quy định việc thể hiện font chữ khác nhau và mỗi kiểu gõ quy định việc viết dấu bằng các tổ hợp phím khác nhau.

## Phân loại
- Unicode: là bộ mã chuẩn quốc tế được thiết kế để dùng làm bộ mã duy nhất cho tất cả các ngôn ngữ khác nhau trên thế giới, kể cả các ngôn ngữ sử dụng ký tự tượng hình phức tạp như tiếng Trung sử dụng chữ Hán,... Vì điểm ưu việt đó, Unicode đã và đang từng bước thay thế các bộ mã truyền thống, kể cả bộ mã tiêu chuẩn ISO 8859 và hiện đang được hỗ trợ trên rất nhiều phần mềm cũng như các trình ứng dụng.

Vì những khó khăn kỹ thuật trong những năm trước đây, đã xuất hiện rất nhiều bảng mã tiếng Việt khác nhau và không tương thích với nhau. Chỉ sau khi Unicode được sử dụng rộng rãi thì chuẩn tiếng Việt mới được quy về một mối.
- VISCII: (viết tắt của VIetnamese Standard Code for Information Interchange trong tiếng Anh) là một bảng mã do nhóm Viet-Std đề xướng vào năm 1992 dùng để gõ tiếng Việt. Bảng mã này thay thế các ký tự ít được dùng, hay các ký tự được dùng trong các ngôn ngữ khác, bằng những ký tự chữ Quốc ngữ có dấu. VISCII trước đây được dùng trong nhiều hệ điều hành như MS-DOS, Windows, Unix, Mac OS,...
- TCVN3: Bảng mã theo tiêu chuẩn (cũ) của Việt Nam. Các font chữ trong bảng mã này có tên bắt đầu bằng .Vn và mỗi font có hai loại thường và hoa (font chữ hoa kết thúc bằng H). Ví dụ: .VnTime, .VNSouthernH. Ngày nay TCVN đã quy định sử dụng font Unicode trong soạn thảo văn bản.
- VNI: Bảng mã do công ty VNI (Vietnam-International) sở hữu bản quyền. Các font chữ trong bảng mã VNI có tên bắt đầu bằng VNI-, ví dụ như VNI-Times.

Unicode, TCVN3, VNI là ba bảng mã thông dụng nhất, ngoài ra còn có các bảng mã như BK HCM, Vietware, VIQR... Tổng cộng có khoảng 14 bảng mã tiếng Việt khác nhau.

## Kiểu gõ tiếng Việt
Có nhiều cách gõ dấu thanh trên máy tính khác nhau, trong đó ba kiểu phổ biến nhất là VIQR, VNI và Telex:
| Kiểu  | Dấu Sắc | Dấu Huyền | Dấu Hỏi | Dấu Ngã | Dấu Nặng | Dấu mũ của Â Ê Ô | Dấu móc của Ư Ơ | Chữ Ă | Chữ Đ | Xoá dấu |
| ----- | ------- | --------- | ------- | ------- | -------- | ---------------- | --------------- | ----- | ----- | ------- |
| VIQR  | '       | `         | ?       | ~       | .        | ^                | *               | (     | dd    | -       |
| VNI   | 1       | 2         | 3       | 4       | 5        | 6                | 7               | 8     | 9     | 0       |
| Telex | s       | f         | r       | x       | j        | aa ee oo         | uw ow           | aw    | dd    | z       |

Telex là kiểu gõ được sử dụng nhiều nhất bởi ưu điểm các phím sinh dấu chỉ xoay quanh các phím chữ cái nên phạm vi gõ hẹp hơn và bấm nhanh hơn, nhưng nhược điểm là khi người dùng muốn gõ nhiều từ tiếng Anh liên tục thì phải đổi bộ gõ vì nó dễ sinh dấu và gây khó chịu.
VNI có nhược điểm là sử dụng hàng phím số để sinh dấu nên phạm vi gõ rộng hơn và chậm hơn so với Telex, tuy nhiên nó có ưu điểm là vì các phím sinh dấu không ở trong các phím chữ cái nên việc gõ song song Anh-Việt là thoải mái hơn và không cần đổi bộ gõ. Điều này rất thích hợp cho các lập trình viên Việt Nam khi vừa phải dùng tiếng Anh để gõ các câu lệnh code đồng thời phải dùng tiếng Việt để gõ văn bản hiển thị của chương trình (ví dụ như lập trình ứng dụng hay website tiếng Việt) mà không muốn phải đổi bộ gõ nhiều lần.

## Các bộ gõ tiếng Việt

### Trên các hệ điều hành
Đây là các ứng dụng đóng gói dưới dạng phần mềm chạy độc lập trên hệ điều hành hoặc được nhúng trực tiếp vào một phần mềm như Microsoft Office.

#### Windows
Bắt đầu từ Windows 10 bản cập nhật tháng 5 năm 2019 (tên mã là 19H1, số hiệu là 1903), bộ gõ tiếng Việt tích hợp cùng hệ điều hành Windows chính thức cho phép người đùng đánh chữ tiếng Việt theo hai kiểu gõ Telex và VNI. Người dùng có thể mục cài đặt bộ gõ tiếng Việt theo các bước sau:
1. Truy cập vào Settings (Cài đặt) → Time & Language (Thời gian & Ngôn ngữ) → Language (Ngôn ngữ).
2. Trong mục "Preferred Languages" (Ngôn ngữ ưa thích), chọn "Add a language" (Thêm ngôn ngữ), lựa chọn Vietnamese (Tiếng Việt). Có 3 kiểu bàn phím trong Windows là Vietnamese Telex (kiểu Telex), Vietnamese Number Key-based (kiểu VNI) và Vietnamese QWERTY.

Trước khi hai kiểu gõ này được thêm vào bộ gõ tiếng Việt của Windows, người dùng muốn đánh chữ tiếng Việt theo hai kiểu Telex và VNI thì bắt buộc phải cài thêm bộ gõ của bên thứ ba.
- WinVNKey do nhóm thảo chương TriChlor tại Hoa Kỳ thực hiện từ năm 1992. Lúc đầu WinVNKey chỉ hỗ trợ bảng mã VISCII. Kể từ phiên bản 4.x.x trở đi, TS Ngô Đình Học đã nâng cấp WinVNKey lên thành bộ gõ đa ngữ. Không chỉ gõ được tiếng Việt, WinVNKey còn hỗ trợ gõ tiếng Hán, chữ Nôm và nhiều ngôn ngữ khác. Hiện bộ gõ đã ngừng phát triển.
- Vietkey là phần mềm gõ tiếng Việt do Đặng Minh Tuấn sáng chế. Trước đây, Vietkey được cài đặt không bản quyền trên nhiều máy vi tính.[3] Kể từ năm 2004, Vietkey đã ngừng phát triển.
- UniKey là do Phạm Kim Long phát triển (các phiên bản gần đây là phần mềm free, mã nguồn đóng, chỉ phiên bản cũ v3.6 là được tác giả mở mã nguồn cho mục đích giảng dạy và học tập), hỗ trợ nhiều bảng mã và kiểu gõ tiếng Việt. Từ sau khi dự án Vietkey kết thúc, UniKey trở nên phổ biến vì miễn phí, gọn nhẹ và không cần cài đặt.
- GoTiengViet của tác giả Trần Kỳ Nam.
- VPSKeys do Hội Chuyên gia Việt Nam (Vietnamese Professional Society) sáng chế. Hiện bộ gõ đã ngừng phát triển.
- EVKey do Lâm Quang Minh phát triển, mã nguồn mở, dựa trên mã nguồn mở của Unikey. Bộ gõ này được đánh giá cao nhờ việc sửa lỗi gõ trên Chrome và tính năng loại trừ chương trình không cần gõ tiếng Việt. Tác giả cũng rất tích cực tiếp nhận phản hồi và sửa lỗi thường xuyên.
- OpenKey của tác giả Mai Vũ Tuyên, là mã nguồn mở công bố tại Github được xây dựng lại hoàn toàn mới dựa trên Unikey mã mở dành cho macOS, Windows thường xuyên cập nhật và hoàn toàn miễn phí.

#### Linux
- x-unikey là phiên bản UniKey chạy trên Linux của tác giả Phạm Kim Long, đã tạm dừng phát triển. Đồng thời, bộ gõ UniKey cũng được phát triển để sử dụng với các công cụ gõ như IBus, SCIM, Fcitx dưới các tên gọi ibus-unikey (đã tạm dừng phát triển), scim-unikey (đã tạm dừng phát triển), fcitx-unikey (đã chuyển trạng thái bảo trì, không phát triển tính năng mới, đề nghị chuyển sang dùng fcitx5-unikey). Trong đó ibus-unikey được nhiều phiên bản Linux chọn làm bộ gõ tiếng Việt mặc định.
- xvnkb là bộ gõ tiếng Việt chạy trên trình quản lý cửa sổ X trong Linux, không còn được phát triển.
- GoTiengViet của tác giả Trần Kỳ Nam, không còn hoạt động được.
- BoGoEngine của Bogo Team, gồm ibus-bogo, fcitx-bogo, là bộ gõ được đánh giá tốt nhờ cơ chế gõ không pre-edit, cho trải nghiệm gần giống Unikey trên Windows. Tuy nhiên hiện nay nhóm tác giả không còn bảo trì nữa, có khá nhiều lỗi phát sinh mà không được sửa chữa.
- ibus-bamboo của tác giả Luong Thanh Lam phát triển chính, được fork từ Ibus-Teni của tác giả openhoangnc (đã dừng phát triển) sau đó phát triển độc lập, có khắc phục một số vấn đề còn tồn tại của ibus-unikey. Các tác giả cũng rất tích cực tiếp nhận phản hồi và sửa lỗi thường xuyên.
- fcitx5-unikey nguồn mở dựa trên X-Unikey, đang được dự án Fcitx phát triển, hoạt động tương đối tốt. Các tác giả cũng rất tích cực tiếp nhận phản hồi và sửa lỗi thường xuyên. Với các distro không dùng systemd (systemd-free) thì khi sử dụng fcitx5 người dùng phải thêm script khởi tạo dbus-launch khi khởi động.
- fcitx5-bamboo nguồn mở dựa trên BambooEngine của tác giả Luong Thanh Lam, đang được dự án Fcitx phát triển, hoạt động tương đối tốt. Các tác giả cũng rất tích cực tiếp nhận phản hồi và sửa lỗi thường xuyên. Với các distro không dùng systemd (systemd-free) thì khi sử dụng fcitx5 người dùng phải thêm script khởi tạo dbus-launch khi khởi động.
- ibus-m17n , fcitx5-m17n  và ibus-typing-booster được phát triển dựa trên thư viện m17n hỗ trợ tiếng Việt với các kiểu gõ VNI, TELEX và VIQR. Bộ gõ này cũng hỗ trợ gõ chữ Hán, chữ Nôm cho người Việt.

#### macOS
- GoTiengViet của tác giả Trần Kỳ Nam, có hai phiên bản miễn phí và tính phí.
- NAKL là bộ gõ tiếng Việt nguồn mở dựa trên , hiện đã dừng phát triển.
- OpenKey của tác giả Mai Vũ Tuyên, là mã nguồn mở được xây dựng lại hoàn toàn mới dành cho macOS, thường xuyên cập nhật và hoàn toàn miễn phí.
- EVkey của Lâm Quang Minh

#### Các hệ điều hành di động
- Android: Gboard của Google (tích hợp sẵn cho Android) hay các phầm mềm nhập liệu mặc định của hãng sản xuất điện thoại như Samsung Keyboard (của dòng điện thoại Samsung Galaxy) đều hỗ trợ kiểu gõ Telex. Samsung Keyboard có hỗ trợ VNI nhưng Gboard thì không, nên nếu sử dụng điện thoại không thuộc Samsung Galaxy mà muốn dùng kiểu gõ VNI thì có thể phải sử dụng thêm ứng dụng gõ từ bên thứ ba trừ khi bộ gõ mặc định của máy có hỗ trợ.
- iOS: Kể từ phiên bản 8, iOS cho phép người dùng cài đặt các bộ gõ từ bên thứ ba. Bàn phím mặc định của iOS hỗ trợ gõ theo kiểu TELEX, vì vậy người dùng phải cài một ứng dụng khác như Laban Key nếu muốn gõ kiểu VNI.
- Windows Phone: Windows Phone 8 trở lên hỗ trợ hai kiểu gõ TELEX và VNI.

### Trên Web
Là một ứng dụng chạy trên nền Web. Do được tích hợp vào các trang Web theo ngôn ngữ JavaScript nên hoạt động của các bộ gõ này phụ thuộc vào trình duyệt. Hiện nay hầu hết các bộ gõ này đều có thể sử dụng trên các trình duyệt Internet Explorer, Opera, Mozilla Firefox, Google Chrome, Microsoft Edge...
- MViet (đọc là Em Việt) là bộ gõ tiếng Việt trên Web đầu tiên có khả năng ghi nhớ cách bỏ dấu, cho phép người sử dụng tự cấu hình chế độ bỏ dấu riêng theo sở thích. Do Phạm Sơn và bạn hữu thực hiện.
- VietTyping là bộ gõ tiếng Việt cho Web có mặt rất sớm trên Internet. VietTyping đã từng được sử dụng trên nhiều website do tính linh hoạt của nó (chỉ chạy trên 1 file JavaScript). Sau này, VietTyping còn có thể chạy kèm một số tập tin bổ sung tính năng. VietTyping là một phần của trình soạn thảo tiếng Việt cho Web Typetool.
- VietUNI là một trong những bộ gõ tiếng Việt cho Web có mặt sớm nhất trên Internet. VietUNI được tác giả Tran Anh Tuan phát triển từ chính nhu cầu của Hội sinh viên Việt Nam tại Đức cho trang Web avys.de (hiện không còn hoạt động) của họ. Sau đó nó được chia sẻ cho cộng đồng. VietUNI nay ít được sử dụng do nó không được phát triển thêm và do nó không linh hoạt bằng các công cụ khác cùng loại.
- AVIM do Đặng Trần Hiếu phát triển từ năm 2004. AVIM có tên ban đầu là HIM, là một trong những bộ gõ tiếng Việt nổi tiếng nhất hiện nay do được nâng cấp và cải tiến liên tục.
- Mudim (MUDzot's Input Method)do Mudzot phát triển dựa trên bộ gõ CHIM của MrChuoi. Bộ gõ này đã tổng hợp được nhiều ưu điểm của các bộ gõ cùng loại đi trước. Mudim có tính tương thích cao, việc cài đặt được đơn giản hoá tối đa trong khi vẫn mang lại sự tiện dụng cho khách viếng thăm trang web. Mudim được phát hành theo giấy phép GPL.
- Một số bộ gõ hoạt động dưới hình thức phần mở rộng cho Mozilla Firefox: AVIM, CHIM,  Mudim.